# Хиландарска повеља Стефана Немањића
Хиландарска повеља Стефана Немањића је повеља издата светогорском манастиру Хиландару од стране српског великог жупана Стефана Немањића, потоњег првовенчаног краља. У повељи је као дан издавања назначен 29. септембар, али без помена године, тако да међу научницима постоје различита мишљења о времену њеног настанка. Према једнима, издата је између 1200. и 1202. године, док други предлажу нешто познији датум, око 1207. или 1208. године.
У повељи се између осталог наглашава:
Зато по многој својој и неизмерној милости човекољубља, дарова нашим прадедовима и нашим дедовима да обладају овом српском земљом и све као Бог чинећи на боље људима, не хотећи људске погибли, постави господина ми оца за великог жупана, названог на светом крштењу Стефана Немању
Потпис на повељи гласи:
Крст великог жупана Стефана, намесног господина све српске земље
Хиландарској повељи Стефана Немањића претходило је издањање оснивачке Хиландарске повеље Стефана Немање из 1198. или 1199. године. Касније је издато још неколико хиландарских повеља, које су истом манастиру додељивали потоњи српски владари и великаши.